# فالنسيا ديل مومبوي
بلدية فالنسيا ديل مومبوي (بالإسبانية: Valencia del Mombuey)‏, هي إحدى بلديات مقاطعة بطليوس, التي تقع في منطقة إكستريمادورا, والتي تقع في غرب إسبانيا.
يبلغ عدد سكانها 793 نسمة وفقاً لإحصائية سنة (2002).

## أعلام
- أنطونيو غونزاليس